# Villa Levi (Reggio Emilia)
Villa Levi, talvolta detta anche Villa Besenzi Levi, è un edificio neoclassico di origine seicentesca nelle campagne di Reggio Emilia, dal 1971 di proprietà dell'Università di Bologna. Prende il nome dalla famiglia ebrea che l'ha posseduta dal 1874 al 1956.
Si trova nella frazione Coviolo, in via fratelli Rosselli 107, su un terreno di circa 35mila metri quadri. Secondo il Fondo per l'Ambiente Italiano è «una delle più singolari ville della campagna Reggiana» per «la presenza dell’imponente cupola metallica e del colonnato gigante nel fronte sud.»
Il complesso comprende anche alcune pertinenze – una casa rurale, un fienile e un oratorio – e ha un secondo accesso da nord (in origine il principale), attraverso un viottolo lungo quasi 700 metri che si diparte da via Bartolo da Sassoferrato.

## Storia

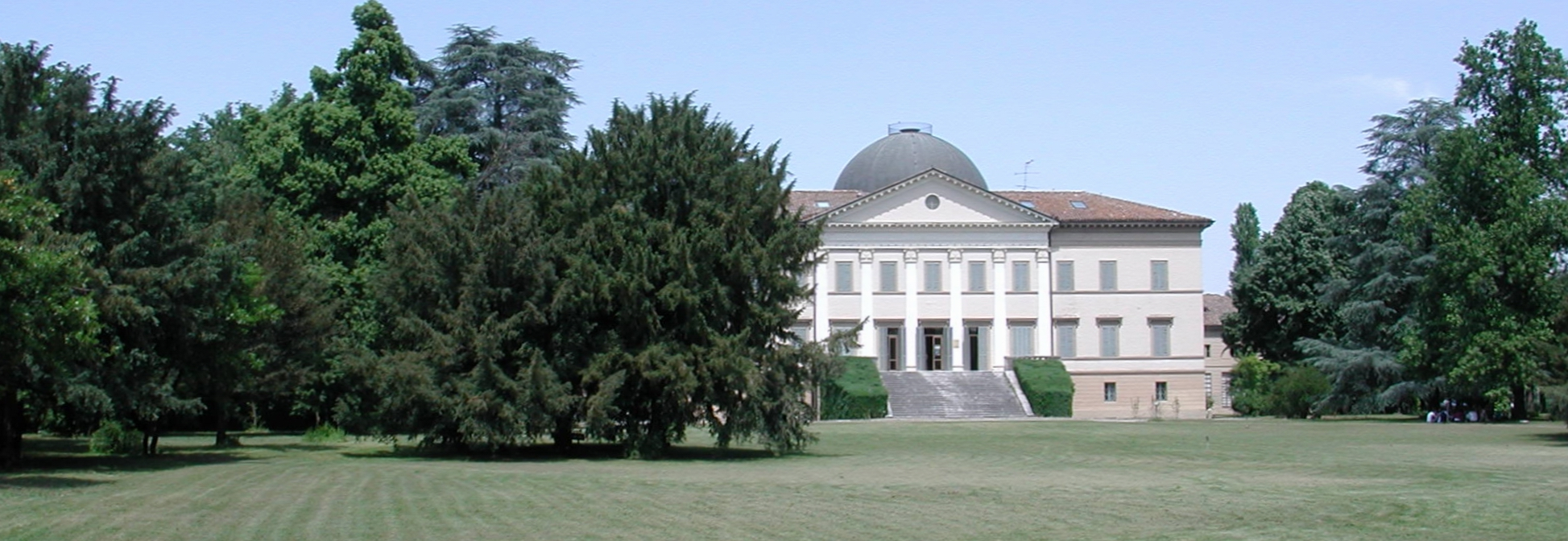
Fronte della villa

Era stata edificata, come residenza estiva, agli inizi del Seicento dalla famiglia del pittore e scultore Paolo Emilio Besenzi, che secondo alcune fonti vi nacque. L'originale impianto è stato però più volte modificato: in particolare un'importante ristrutturazione avvenne fra il 1790 e il 1810, per opera dell'architetto Domenico Marchelli (1763 – 1832), padre di  Pietro e progettista fra l'altro della sinagoga di Correggio. 
Marchelli senior introdusse il timpano che sopravanza leggermente l’edificio, sistemò il vasto giardino secondo lo stile detto “all’italiana” e realizzò due edifici di servizio, adibiti uno ad abitazione del custode e l'altro a stalla, serra e scuderia.
Un ulteriore fondamentale intervento fu attorno al 1830, quando l'architetto e ingegnere  Luigi Poletti creò la cupola a doppia calotta in legno e rame, sostenuta internamente da un enorme colonnato circolare, che caratterizza il salone delle feste al primo piano; rinnovò inoltre il prospetto sud, creando un pronao colonnato e la scalinata monumentale che porta dal livello di campagna direttamente al piano nobile: modifiche grazie alle quali la villa ha acquisito « un’impronta che rimanda alle influenze palladiane. »
Era presente anche una cappella privata, dedicata a Santa Maria.
A metà dell'Ottocento Giuseppe Besenzi, non avendo figli, nominò erede della villa il nipote Alberto Gazzoli, che nel 1874 la cedette ad Arnoldo Levi, fratello di  Ulderico e Alberto, rappresentanti di un'importante e agiata famiglia della borghesia mercantile reggiana.
Negli oltre ottant'anni di possesso da parte dei Levi, la villa non subì modifiche strutturali, ma fu abbellita nel parco e negli interni: fu per esempio Arrigo Levi, figlio di Arnoldo, che ai primi del Novecento commissionò, molto probabilmente al pittore reggiano  Gaetano Chierici, le raffinate decorazioni in stile liberty tuttora presenti.
In quegli stessi anni, come testimonia una cartolina postale illustrata, l'edificio è indicato come “Villa Elisa”, dal nome di Elisa Levi, moglie di Arnoldo e madre di Arrigo e Margherita.
Questa Margherita (1869-1938) legò la vicende della villa a quelle dell'esploratore Raimondo Franchetti, barone e personaggio di fama internazionale, essendone la madre: lei infatti nel 1888, all'età di 19 anni, aveva sposato il compositore Alberto Franchetti, di 28 anni, e dal loro pur breve e tormentato matrimonio era nato Raimondo (1889), affidato poi al padre quando i genitori nel 1897 divorziarono.
Alcune straordinarie donazioni dell'esploratore Franchetti hanno arricchito in modo significativo la sezione Etnografica dei Musei Civici reggiani, i quali poi durante la Seconda Guerra Mondiale salvarono molte collezioni dai bombardamenti e dalle razzie naziste trasferendole temporaneamente proprio in questa dimora patrizia dove Raimondo aveva trascorso l'infanzia.
Un nuovo e ultimo passaggio di proprietà fra privati avvenne nel 1956, quando i Levi cedettero la villa all'avvocato Pelosi.

### Utilizzo come sede universitaria
Nel 1971 l’Università di Bologna acquistò il complesso dalla famiglia Pelosi, per farvi la sede dell'allora innovativo corso di laurea in “Scienze della Produzione Animale”, annesso alla Facoltà di Agraria: un'esperienza favorita e concordata con enti reggiani quali la Camera di Commercio e l'Amministrazione Provinciale, che in circa quarant'anni vedrà poi laurearsi 1.500 studenti.
L'ex-salone delle feste fu adibito ad Aula Magna, e verso il 1985 l’Ateneo ricavò nel sottotetto del corpo principale un piano per realizzarvi uffici e laboratori, ma dal 2011 l'edificio non è più utilizzato come sede di lezioni: sono state mantenute solo le attività laboratoriali e la gestione dell'impresa agricola, affidata all'A.U.B., l'Azienda agraria dell'università, di cui “Villa Levi” è unità operativa (Azienda Sperimentale Villa Levi). L'AUB infatti è l'ente, nato nel 1974, che gestisce il patrimonio terriero e i diversi complessi agrotecnici di proprietà dell'ateneo in regione, fornendo inoltre supporto alle attività sperimentali e di ricerca dei dipartimenti di Scienze e Tecnologie Agro-Alimentari e di Scienze Mediche Veterinarie. L'ordinamento produttivo del podere annesso a Villa Levi è tipico della zona, e la rotazione delle colture vede l'alternarsi di cereali e foraggi.

## Descrizione

### Parco
Dal punto di vista botanico, il parco vanta numerose specie e la presenza di alberi “monumentali”:  aceri campestri e montani, carpini bianchi, farnie, frassini, ippocastani, liriodendri, noccioli, platani e tigli; fra i molti sempreverdi si possono ammirare abeti, cedri, laurocerasi, pini, tassi e tuie.
In origine limitato alla parte antistante la villa, e inizialmente dotato di un laghetto artificiale a ovest, verso il torrente Modolena che fiancheggia la tenuta, fu arricchito in modo sostanziale nei primi decenni del Novecento da Margherita Levi, cui si deve anche l'eliminazione dello stagno.
A sua volta l'Università di Bologna ha anche contribuito a ripristinare e arricchire il verde: in particolare, nella parte lungo il Modolena, sono state introdotte molte varietà vegetali, per dare vita a un ampio “catalogo” delle specie arboree e arbustive tipiche della pianura emiliana.
La fitta siepe che costeggia e chiude alla vista il torrente è ricca di specie in prevalenza autoctone come farnia, bagolaro, prugnolo, biancospino, ligustro, inframmezzate alla robinia e in parte coperte dalla vitalba.
Nel luglio 2021 Comune di Reggio Emilia e Università di Bologna hanno firmato una convenzione con la quale l'ateneo ha ceduto in uso temporaneo e gratuito il parco all'Ente locale, in quale a sua volta si avvale di associazioni e cittadini volontari per gestirlo.
L'accordo, della durata iniziale di un anno, è stato poi rinnovato fino al 2031.
Grazie a questa convenzione, il parco – che misura 18mila metri quadri – ospita iniziative culturali, di spettacolo e l'appuntamento “Covioloinfesta”.

## Filmografia
Nell'estate 2019 vi furono girate diverse scene della mini-serie televisiva La guerra è finita, diretta da Michele Soavi, interpretate da Isabella Ragonese, Michele Riondino e Valerio Binasco con la partecipazione di decine di figurazioni.